# 山林真紀子
山林 真紀（やまばやし まき）は、日本のモデル、女優。サムライプロモーション所属。
身長161cm。B:80、W：58、H:84、S23.5cm。血液型はAB型。
趣味は映画鑑賞、舞台鑑賞、写真撮影。

## 出演

### テレビ
- さんまのスーパーからくりTV

### CM
- NTTドコモ四国
- 三菱自動車
- 加藤ミリヤ アルバム『TOKYO STAR』

### 舞台
- Air studio 『HETARE』ヒロイン　千里役
- TrashMasters『TRASHMASTERSOUL』

### スチル
- au
- 富士通
- 富士フイルム
- プリンスホテル
- 日本工学院
- 本田技研工業

### 雑誌
- しんぴょう
- 百日草
- ZENBI
- ゼクシィ